# Тираспољ
Тираспољ (молд. Tiraspol / Тираспол, укр. и рус. Тирасполь) је други по величини град у Молдавији и главни град међународно непризнате Придњестровске Молдавске Републике. Према резултатима пописа из 2015. у граду је живело 133.807 становника, а на ширем подручју града 159.163 (2004. година). Налази се у југоисточном делу Молдавије, на левој обали реке Дњестар.
Основан је 1792. од стране генералисимуса Александра Суворова. Статус града добија 1795. године. Од 1929. до 1940. Тираспољ је био престоница Молдавске АССР, а од 2. септембра 1990. године до данас је главни град међународно непризнате Придњестровске Молдавске Републике.
Тираспољ је центар политичког, економског, научног и културног живота у Придњестровљу. Град је седиште придњестровских власти али и многобројних средњошколских и високошколских установа. Поред индустрије, привредну основу града чине енергетика, трговина и услужне делатности. Због свог културно-историјског наслеђа које укључује и велики број споменика из периода између 19. и 20. века представља једно од најпосећенијих туристичких одредишта Придњестровља.

## Име
Тираспољ значи град на Дњестру, а назив представља словенизовани грчки назив који води порекло од речи Тирас (Дњестар) и полис (град).

## Географија и положај
Тираспољ има географски положај на 46° 51′ 0″ N 29° 37′ 59″ E / 46.85000° С; 29.63306° И, у северозападном залеђу Црног мора и југозападном делу Источноевропске низије који има одлике степске климе. Град се налази на веома повољном месту, свега 70 km од главног града земље, Кишињева, са којим га поред железничке пруге везује и ауто-пут E58 европског значаја. Од најважније луке у Украјини, Одесе, удаљен је 105 km. Смештен је на левој обали реке Дњестар, око 90 km од њеног ушћа у Дњестарски лиман. Градска територија има површину од 5.556 , док општина поред Тираспоља обухвата и град Днестровск (1.481 ), али и насеља Кременчуг (2.298 ) и Тираспољул Ноу (43 ).

### Клима
| Клима Тираспоља            | Клима Тираспоља | Клима Тираспоља | Клима Тираспоља | Клима Тираспоља | Клима Тираспоља | Клима Тираспоља | Клима Тираспоља | Клима Тираспоља | Клима Тираспоља | Клима Тираспоља | Клима Тираспоља | Клима Тираспоља | Клима Тираспоља |
| Показатељ \ Месец          | .Јан.           | .Феб.           | .Мар.           | .Апр.           | .Мај.           | .Јун.           | .Јул.           | .Авг.           | .Сеп.           | .Окт.           | .Нов.           | .Дец.           | .Год.           |
| -------------------------- | --------------- | --------------- | --------------- | --------------- | --------------- | --------------- | --------------- | --------------- | --------------- | --------------- | --------------- | --------------- | --------------- |
| Максимум, °C (°F)          | 0,7 (33,3)      | 2,3 (36,1)      | 7,8 (46)        | 16,5 (61,7)     | 22,5 (72,5)     | 25,8 (78,4)     | 27,4 (81,3)     | 27,3 (81,1)     | 23,0 (73,4)     | 16,1 (61)       | 8,6 (47,5)      | 3,3 (37,9)      | 15,11 (59,2)    |
| Минимум, °C (°F)           | −6,1 (21)       | −4,3 (24,3)     | −0,7 (30,7)     | 5,1 (41,2)      | 10,3 (50,5)     | 13,8 (56,8)     | 15,5 (59,9)     | 14,7 (58,5)     | 10,3 (50,5)     | 5,3 (41,5)      | 1,3 (34,3)      | −2,8 (27)       | 5,2 (41,4)      |
| Количина падавина, mm (in) | 33 (1,3)        | 35 (1,38)       | 28 (1,1)        | 35 (1,38)       | 52 (2,05)       | 72 (2,83)       | 63 (2,48)       | 49 (1,93)       | 38 (1,5)        | 26 (1,02)       | 36 (1,42)       | 38 (1,5)        | 505 (19,88)     |
| Дани са падавинама         | 11              | 11              | 9               | 10              | 11              | 11              | 10              | 7               | 7               | 7               | 11              | 11              | 116             |
| Извор: worldweather.org    |                 |                 |                 |                 |                 |                 |                 |                 |                 |                 |                 |                 |                 |

## Историја

### Тираспољска тврђава
Русија је 1792. године закључила мир у Јашију са Османским царством чиме је окончан Руско-турски рат. Као резултат победе Руској Империји припада Једисан, а река Дњестар постаје природна граница између два царства. У јануару 1792. године указом Катарине Велике јекатеринославски гувернер Василиј Каховскиј територијално организује и припаја новоосвојене области Јекатеринославској губернији. У септембру исте године одлази у Петроград у коме даје низ предлога међу којима је и предлог везан за план изградње будућег утврђења.
Да би спречила непријатељске нападе, руска царица издаје наредбу Александру Суворову да осмисли најбољи начин да се заштити нова граница царства. У циљу јачања границе почиње изградња читавог низа утврђења дуж леве обале реке Дњестар (на десној обали су утврђења Бендер и Акерман која припадају Османском царству) познатог као Дњестарска линија. У склопу Дњестарске линије, наспрам ушћа реке Ботне и тврђаве Бендер настаје утврђење Тираспољ. Изградњом Тираспољске тврђаве су руководили адмирал Осип Дерибас и инжењер пуковник Франц де Волан који је био под адмираловом командом. До краја 1795. године тврђава је била углавном завршена и бројала је више од 2.500 људи.

### Седиште ујезда
На дан 27. јануара 1795. године Тираспољ добија статус града и постаје седиште ујезда унутар Новоросијске губерније.
Од 1802. Тираспољски ујезд постаје део Николајевске губерније. Указом Сената из 15. маја 1803, управни центар се из Николајева премешта у Херсон по ком губернија добија нови назив Херсонска губернија.
Град је 1816. године имао око 5.300 становника. До краја прве половине 19. века број становника је био око 10.000.
Након Руско-турског рата 1812. године Бесарабија је припојена Руској Империји. Тиме је граница Руске Империје померена на исток и Тираспољ престаје да буде погранични град. Померање границе Руске Империје као и укидање аутономије Бесарабији 1828. године доводи до тога да Тираспољ у војном смислу губи на значају.
Дана 15. јула 1835. године Тираспољска тврђава се укида и напушта, али то не утиче на даљи развој града који наставља да буде центар ујезда.
Продужење железничке линије од станице Роздиљна до Тираспоља је омогућило да Тираспољ постане први град у региону који има железничку везу са Одесом. Године 1873. успостављен је железнички саобраћај између Тираспоља и Кишињева што доприноси како повећању трговине хлебом и вином тако и повећању броја становника самог града.
У другој половини 19. и почетком 20. века у граду су били смештени 56. житомирски пешадијски пук, 8. астрахански драгунски пук, артиљеријске јединице и понтонирски батаљон.

### 20. век
Почетком 20. века тадашњи град је заузимао само централни део савременог Тираспоља. Покровска је била главна улица у којој су се налазиле зграде администрације, продавнице и ресторани, велелепне куће. У северозападном предграђу су биле смештене касарне, у североисточном - главна железничка станица. У то време град је бројао 31.000 становника.

### Скорашња историја
Од 1929. до 1940. био је главни град АСМР (Аутономне Совјетске Молдавске Републике).
За разлику од већине градова у бившим социјалистичким државама у Тираспољу нису промењени називи улица и булевара из времена СССР-а.

## Становништво
Према подацима са комплетног пописа становништва из 2004, спроведеног од стране придњестровских власти, процењено је да је у Тираспољу у октобру 2004. живело 144.199 становника, што га чини највећим градом у Придњестровљу и другим по величини градом у Молдавији.
| 1900.  | 1979.   | 1989.   | 2004.   | 2015.   |
| ------ | ------- | ------- | ------- | ------- |
| 29.323 | 139.000 | 181.862 | 144.199 | 133.807 |

На територији општине Тираспољ је живело 159.163 становника укључујући 66.281 Руса, 52.481 Украјинаца, 24.205 Молдаваца, 2.461 Бугара, 1.995 Гагауза, 1.727 Белоруса, 723 Немаца, 573 Јевреја и 8.717 других и неизјашњених.

## Привреда
За време руске владавине привреда града се највише ослањала на индустријску производњу, пољопривреду и трговину. Како се трговински промет повећавао и бивао све јачи, руска влада 1828. године поставља царинарницу у Тираспољу са циљем да сузбије шверц који је био све присутнији. На почетку је бројала 14 запослених чијом службом је руководио царински начелник Одеске области. Прегледали су испоруке хлеба, папира, уља, вина, шећера, воћа и друге робе.
Крајем 19. века град доживљава привредни процват. Отварају се фабрика за производњу алкохолних пића „Квинт” (1897), „Ливничко-механичко постројење Карла Питча” (1898) и др.
Данашњи Тираспољ је познат као седиште пољопривредног краја и снажан индустријски центар, у ком се производи вино, алкохолна пића, намештај, текстил, теписи, стакло, прехрамбени и електрични производи.

## Међународни односи
Тираспољ је побратимљен са следећим градовима:
- Белорусија: Минск (Лењински рејон)[25]
- / Грузија (Абхазија):[note 1] Сухуми[26]
- / Грузија (Јужна Осетија):[note 2] Цхинвали[27]
- Израел: Ашдод[27]
- Молдавија: Балци,[27] Комрат[27]
- Немачка: Ајленбург[28]
- Норвешка: Трондхејм[29]
- Португалија: Сантарем[27]
- Русија: Волгоград,[27] Калуга,[27] Курск,[27] Москва (Југоисточни рејон),[27] Новосибирск,[27] Обнинск,[27] Северодвинск[27]
- Украјина: Билгород-Дњистровски,[30] Измаил,[30] Миколајив,[30] Одеса,[30] Тернопољ,[30] Херсон,[30] Черкаси[30]